# Tentacles
Tentacles va ser una revista cultural en llengua catalana que dedicava cada número a un tema monogràfic. Es distribuïa i es podia demanar a les llibreries de Catalunya, les Illes Balears i al País Valencià.
Tentacles tenia per objectiu divulgar la cultura en totes les seves vessants. El seu primer número va aparèixer l'estiu de l'any 2013 i estava dedicat als Mons Utòpics. El segon número va sortir publicat l'abril de 2014 i versava sobre l'àlter ego, l'altre jo, les identitats secretes, el desdoblament de personalitat. El tercer número dedicat a la guerra de sexes, va sortir el febrer de 2015. El quart número dedicat al dibuixant Guillem Cifré i Barrabín, va sortir el març de 2016.
El darrer número publicat va ser el quart. Actualment no s'edita la revista.

## Tentacles 1. Mons utòpics
Tentacles va tenir una gestació llarga, tant a l'hora de definir els continguts com a l'hora de trobar una viabilitat per poder ser editada. L'impuls inicial i la definició de la revista va sortir d'unes reunions entre Jordi Riera Pujal i Jaume Capdevila. La publicació va néixer amb el desig de fer un projecte diferent que sobresortís pel seu disseny més innovador i més creatiu.
Com a principis fonamentals de la revista en l'editorial del primer número s'escriu: Volem emergir palpant diverses vessants de la cultura popular de masses. Volem acaronar la cultura i sacsejar-la. Volem allargar els tentacles per poder ser multidisciplinaris i totalment lliures a l'hora d'enfocar els temes. Volem lliscar suaument per damunt de capelletes i modes, i ser les extremitats capaces d'arribar fins al racó més profund on s'amaga allò que no sempre és visible a primer cop d'ull.
Entre els col·laboradors del primer número destaquen els noms de: Daniel Absent, Cristina Borobia, Lambert Botey, Roger Castillejo, Eulàlia Corbella, Xavier Diez, Albert Domènech, Elchicotriste, Queralt Escobet, Ignasi Franch, Meritxell Gil, Joma, Kap, Enric H. March, Alfons Moliné, Bel Olid, Esteve Plantada, Miqui Puig Miqui Puig, Donat Putx, Jordi Riera Pujal, Pep Roig, Sebastià Roig, Vicenç Tuset, Simón Vázquez i Ferran Vidal.

## Tentacles 2. Àlter ego
En el seu editorial, Tentacles presentava el segon número de la següent manera: Àlter ego, l'altre jo, les identitats secretes, el desdoblament de la personalitat, les vides inventades… aquest és el tema monogràfic del segon número d'aquesta revista que teniu a les mans. Un gran equip de col·laboradors, de bracet amb els seus heterònims, pseudònims i altres dimonis particulars, s'hi han apropat des de diverses disciplines: assaig, creació literària, còmic, humor gràfic, pintura, fotografia...
Entre els col·laboradors del segon número destaquen els noms de: Daniel Absent, Manuel Barrero, Quim Bou, Roger Castillejo, Guillem Cifré, Raúl Deamo, Ignasi Franch, Pepe Gálvez, Antoni Guiral, Meritxell Gil, Kap, Alfons López, Enric H. March, Alfons Moliné, Miqui Puig, Donat Putx, Toni Quero, Jordi Riera Pujal, Sebastià Roig, Clàudia Vives-fierro.

## Tentacles 3. Guerra de sexes
En el seu editorial, Tentacles presentava el tercer número de la següent manera: Ara us convidem a apropar-vos a un conflicte bèl·lic que va esclatar fa milers d'anys i que ha marcat la història de la nostra cultura, la nostra societat, la religió i tots els aspectes de l'existència humana. És la disputa més antiga de la humanitat, una incruenta guerra de sexes. Qui no ha viscut en la seva pell en algun moment (o de manera permanent) el conflicte amb les seves relacions amoroses, tensió davant d'una persona del sexe contrari?...
Entre els col·laboradors del tercer número destaquen els noms de: Alfons Moliné, Antoni Guiral, Bel Olid, Carmen Amorós, Cristina Borobia, Daniel Absent, Donat Putx, Eduard Baile, Enric H. Marc, Glòria Langreo, Isidre Monés, Ignasi Franch, Jaume Capdevila, Joan Batlles i Pi, Joan Tharrats, Jordi Riera Pujal, Marc Fernandez, Manel Fontdevila, Meri Gil, Paulapé, Pepe Gálvez, Raquel Gu, Roger Castillejo, Salvador Vinyes, Sílvia Massana, Sonia Pulido, Susanna Martín, Tina Ferrero, Vicenç Altaió, Xavier Diez i Yexus.

## Tentacles 4. Univers Cifré
En el seu editorial, Tentacles presentava el quart número de la següent manera: L'any 2014 el nostre col·laborador Guillem Cifré i Barrabín va deixar-nos, volem oferir-li aquest petit tribut. L'artista multidisciplinari i sorprenent mereix aquest homenatge. La seva obra rica i original mereix un recordatori. Univers Cifré està dedicat a la seva figura, a tota una generació de creadors que va començar a mostrar la seva obra en el temps de la transició política dels anys setanta. També recordem la figura del seu pare Guillem Cifré i Figuerola.
Entre els col·laboradors del quart número destaquen els noms de: Antoni Guiral, Enric H. March, Ignasi Franch, Javier Montesol, Joan Manuel Soldevilla i Albertí, Jordi Riera Pujal, José Luis Martín Zabala, Juan Bufill, Kap, Pere Joan, Roger Castillejo Olán, i Sebastià Roig.